# The Hitter
The Hitter es una película de acción de blaxploitation estadounidense de 1979 dirigida por Christopher Leitch y escrita por Christopher Leitch y Ben Harris. La película está protagonizada por Ron O'Neal, Sheila Frazier, Adolph Caesar, Bill Cobbs, Dorothi Fox y Alfie Brown. La película fue estrenada en febrero de 1979 por Peppercorn-Wormser Film Enterprises.  

## Trama
Un exboxeador profesional que mató a un hombre en el ring intenta comenzar de nuevo cuando se asocia con un matón que habla rápido, pero envejece y una exprostituta, pero pronto obtiene más de lo que esperaba al cruzarse con un adversario de su pasado.

## Elenco
- Ron O'Neal como Otis
- Sheila Frazier como Lola
- Adolfo César como Nathan
- Bill Cobbs como "Luisiana Slim"
- Dorothi Fox como Mabel
- Alfie Brown como Sadie
- Percy Thomas como limpiabotas
- Dana Terrell como Charlotte
- Dee Porter como Gretchen
- Gidget Pascale como Lucille
- Carla Ness como Esther
- Roux Forrest como Roux
- Lisa Venables como Bridgette